# بطولة كاريوكا 2004
بطولة كاريوكا 2004 هو موسم من بطولة كاريوكا. فاز فيه نادي فلامنغو.